# Marcus Vinicius de Morais
Marcus Vinicius de Morais (nacido el 25 de febrero de 1974) es un exfutbolista brasileño que se desempeñaba como centrocampista.
Jugó para clubes como el Guarani, Bahia, Albirex Niigata, Kawasaki Frontale, Tokyo Verdy, Yokohama F. Marinos y Vitória.

## Trayectoria

### Clubes
| Club                | País   | Año         |
| ------------------- | ------ | ----------- |
| Guarani             | Brasil | 1997        |
| Honda FC            | Japón  | 1997 - 1999 |
| Rio Branco          | Brasil | 2000        |
| Guarani             | Brasil | 2000        |
| Rio Branco          | Brasil | 2001        |
| Bahia               | Brasil | 2001        |
| América             | Brasil | 2002        |
| Albirex Niigata     | Japón  | 2002 - 2003 |
| Kawasaki Frontale   | Japón  | 2004 - 2006 |
| Tokyo Verdy         | Japón  | 2006        |
| Yokohama F. Marinos | Japón  | 2007        |
| Vitória             | Brasil | 2007 - 2008 |